# Taz: Alla ricerca dell'hamburger
Taz: Alla ricerca dell'hamburger (Taz: Quest for Burger) è un film d'animazione del 2023 diretto da Ryan Kramer.
La pellicola, prodotto dalla Warner Bros. Animation, ha come protagonista Taz dei Looney Tunes.

## Trama
Dopo che un gruppo di fuorilegge ha rapito suo padre e rubato la scorta di cibo del suo villaggio la giovane bandicoot Quinn recluta Taz, il Diavolo della Tasmania, per trovare la banda di ladri e recuperare il padre e la refurtiva.

## Distribuzione
Il film è stato distribuito sulle piattaforme digitali il 6 giugno 2023.